# Cazeresia
Cazeresia là một chi bọ cánh cứng trong họ Chrysomelidae.
Chi này được Jolivet, Verma & Mille miêu tả khoa học năm 2005.

## Các loài
Chi này gồm các loài:
- Cazeresia montana Jolivet, Verma & Mille, 2005